# Lamprops triserratus
Lamprops triserratus är en kräftdjursart som först beskrevs av William B. Gladfelter 1975.  Lamprops triserratus ingår i släktet Lamprops och familjen Lampropidae. Inga underarter finns listade i Catalogue of Life.